# حي الحلة القديمة (الأفلاج)
حي الحلة القديمة هو بلدة تراثية قديمة تقع في مركز الأحمر شمال غرب محافظة الأفلاج.

## البناء
تتألف البلدة من مجموعة من المباني التراثية المتنوعة التي تتبع في نسيجها العمراني أسلوب ونمط التخطيط التقليدي المتبع في منطقة نجد، حيث تتقارب البيوت التي يتخللها ممرات ضيقة متعرجة بعضها مسقوف، وهذا يأتي استجاب للظروف المناخية والإجراءات الأمنية، ويوجد في البلدة عدد من المساجد.

### المكونات
- أساسات من الحجر.
- الاسقف الخشبية مصنوعة من الأثل المغطى بسعف النخيل وطبقة خليط من الطين والتبن
- الحوائط مبنية بطريقة المداميك
- المباني مغطاة بطبقة من اللياسة الخارجية خليط من الطين والتبن.
- فتحات الشبابيك مستطيلة الشكل.
- الأبواب مصنوعة من الخشب
- تتنوع ارتفاع المباني مابين طابق واحد وطابقين بارتفاع تقريبي يبدأ من 3.5 إلى 7 م [2]